# 殺し屋さん
『殺し屋さん The hired gun』は、2004年より双葉社刊漫画アクションに連載中の4コマ漫画作品。作者のタマちく.は、シナリオ担当の一條マサヒデと作画担当のちく.による共同ペンネームである。なお、一條マサヒデはB.B.Jokerや4ジゲンの作者にざかなの原作担当「にざ」、ちく.は主に成人向け漫画を中心に活動している春輝と同一人物である。

## 概要
台湾およびスペインでも刊行されているが、日本語の駄洒落や言葉遊びが落ちになっている話が多いため、外国語版はいずれも欄外が注釈だらけとなっている。
コミックス第4巻のあとがきにて、連載開始からしばらく経って、「4コマ漫画、4ページ掲載、全4巻、連載期間4年」と「4」にまつわる漫画になるのかと思っていたが、実際は4コマ以外のコマ数がある上にすでに5年経過、そもそも最初の漫画も1コマだと述懐しており、隣のおまけ漫画で殺し屋から「なんで5巻目に入ってるんですか」とツッコミを受けている。
2009年12月26日にドラマCDが発売された。
2013年7月にテレビアニメ化が発表され、同年10月から12月にかけて放送された。

## 登場人物
※声優名はドラマCD版 / テレビアニメ版の順。
佐々木竜一（ささき りゅういち）
声 - 浪川大輔 / 櫻井孝宏
殺し屋を生業としている男。通称・殺し屋さん。趣味は献血、ライバルは妊婦。東京都多摩地区在住。両親と同居している（はず）。高校卒業後、二年制の専門学校で技術を学んだが、殺し屋としての心構えや理念は幼児期より自然に培われていた模様である。小動物や愛くるしいキャラクターグッズには目がない。猫の後ろ脚の腱を触るのが好き。
当初は弟子を取ることに難色を示していたが、今では親代わりであり、授業参観にも参加している（PTAの次期会長に決定している）。
傷だらけの精悍な体つきと、もみあげ部分を伸ばした髪型が特徴。服装は常に黒のスーツと白い開襟シャツ。腕は超一流、高額報酬を求め、創意工夫を凝らした殺害方法の研究にも余念がない。その一方で、依頼がなければ何も殺してはならない、殺人以外は法を犯してはならない等、殺し屋の掟を頑なに遵守しており、依頼でなければ自宅の害虫駆除もできない。また、『殺す』という表現を用いれば何でも依頼を受ける（例：ベビーシッター→『育児時間を殺す』）。時々自首したくなるようだが、上手くいったためしがない。ある県での依頼は遂行しない。愛銃はベレッタM92。包茎手術をするか悩んでいる。
弟子
声 - 浅野真澄 / 金田アキ
殺し屋さんに憧れている、押しかけ弟子。家庭運に恵まれなかった薄幸な少年。常識的かつ冷静沈着で、年上に対しても諦念が混じった鋭いツッコミが冴え渡る。達観したところがあるが、学校の成績は必ずしも良くない。
生まれてすぐに父親が死に、母親からは捨てられ、引き取り先でも虐待を受けて育った。殺し屋さんを親として慕っている。素性や殺し屋への動機は一切謎。作者曰く「実は最もミステリアスなキャラ」。
父の仇女
声 - 野中藍 / 藤田咲
福井県内浦半島出身。5 - 6年前、父親の仇を討つため、殺し屋さんを執拗につけ狙う17歳のセーラー服巨乳美少女。日本刀（初期は"相棒"の竹刀）を武器に立ち向かう。自分が何気なく発した言葉を、殺し屋が曲解し妄想の挙げ句に鼻血を吹かせて滅することができる。
まじめに発言や行動をしているはずが、その言動が性的なものに結びつくことが多々ある（例:地獄を届ける→デリバリー・ヘル、略してデリヘル等）。普段は公園で暮らしつつ、肉体鍛錬とアルバイトの過酷な日々を送っている。殺し屋を待ち伏せるのは主に寝泊まりしている公園だが、1巻で電話番号、2巻で殺し屋の住居が判明し、殺し屋の家に出向くこともある。
1巻時点で、殺し屋さんが下ネタに弱いと知ったものの、実際に言葉にしたところも理解されず、故意に下ネタを吐く事はこの1回のみになった。
原田（はらだ）
声 - 若本規夫 / 大川透
額のシワと顎鬚が渋い、中年刑事。通称・デカ長。妻との間に小学生の娘がいる。
殺し屋さんに何度も肉薄し、薄々はその正体に感付いていながらも、逮捕に踏み切れずにいる。一方、殺し屋さんとの間には、捜査を続けるうちに友情を超えた奇妙な信頼関係も築かれつつあるようだ。休みが少なく、お疲れ気味。
ゴロー
声 - 杉田智和 / 藤原啓治
シェパード。かつては警視庁一と謳われた優秀な警察犬であり、警察内部においては殺し屋さんの正体を知る唯一の存在。
殺し屋さんには本能的につい懐くため、犯罪者検挙にかける使命感やプライドとの間でいつも葛藤している。最近はデカ長らからの信用も失墜し、焦り気味。実は、最初の飼い主は殺し屋さん。
いつも殺される男
チンピラ風の外見だが、正論を吐くことが多く、ロマンチストな一面もある。殺し屋が考案した奇想天外な殺され方には、毎度納得がいっていないようである。
そっくりさん
アリバイ作りのために雇われている、殺し屋さんと瓜二つの男。アレがムケている。雇われて豪遊しているものの、その華やかすぎる生活には殺し屋さんが嫉妬することも多い。
同業者
殺し屋さんの専門学校時代の同級生たちで、全員黒のスーツに身を包んでいる。しばしばファーストフード店で談笑し、情報交換を行っている。プロとしてのプライド故か、現場で鉢合わせすると意地の張り合いに発展する。たまにクラス会も開かれている。
神父
殺し屋さんや仇女が彼のところに懺悔しに来る。発言はまさにセクハラ。依頼があればすぐにでも殺すと、殺し屋に思われている。
女刑事
デカ長と同じく、殺し屋さんを追う女性刑事。ぬいぐるみの声が聞こえるらしい。
作戦を前に部下を叱咤する場面も見受けられるが、例えが悪いのと、例えを勘違いされている事で、明らかに意欲を失わせている。
- どちらか一方が死んでも、もう一方が動けば任務を遂行できる（腎臓と言いたかったはずが、金玉に）
- 検問をすることで、不審人物の侵入を未然に防ぐ。

世界一の医者
治すのが仕事。殺し屋さんの傷も治しているし、彼の包茎を心配したこともある。殺し屋と一緒に、自転車のパンクを治そうとしたこともある。
女子高生
殺し屋さんの事を巡査に報告するが、全く伝わらない可哀相な女（例：拒否してるのに硝酸を浴びせかけられている男がいる、検挙→拒否してるのに称賛を浴びせかけられている男がいる、謙虚）。

## 単行本
双葉社アクションコミックス
1巻（2005年8月28日第1刷）ISBN 4-575-93961-7
2巻（2007年1月12日第1刷）ISBN 4-575-94050-X
3巻（2008年6月28日第1刷）ISBN 978-4-575-94176-0
4巻（2009年12月26日第1刷）ISBN 978-4-575-94257-6
春輝セレクション（2009年12月26日第1刷）ISBN 978-4-575-94258-3 ※1-4巻の収録作から、下ネタ・エロティックなネタを中心に集めた総集編。

## テレビアニメ
2013年10月から12月にかけてテレ玉にて放送された。各話サブタイトルは公式サイトにのみ表記されている。

### スタッフ
- 原作 - タマちく.（作：一條マサヒデ、画：春輝、双葉社「漫画アクション」掲載）
- 監督・演出・作画 - 池ヶ谷愛
- 音響監督 - 渡辺淳
- プロデューサー - 鳥飼えいこ、福田順、松本正義
- アシスタントプロデューサー - 田村奈美
- アニメーション制作 - オペラハウス
- 製作 - 殺し屋さん製作委員会（オペラハウス、クロックワークス、スタジオマウス）

### 主題歌
「the end」
作詞 - MIKI / 作曲 - seek / 歌 - Mix Speaker's,Inc.

### 各話リスト
| 話数 | サブタイトル        |
| ---- | ------------------- |
| #1   | いつもの奴 他       |
| #2   | 画期的な時限装置 他 |
| #3   | 決めゼリフ 他       |
| #4   | 可愛いな…!! 他      |
| #5   | 野菜を買いに… 他    |
| #6   | 予告状 他           |
| #7   | 祟ってやる 他       |
| #8   | 春ですねー 他       |
| #9   | 大きいほどに… 他    |
| #10  | お前だな… 他        |

### 放送局
| 放送地域 | 放送局 | 放送期間                  | 放送日時           | 放送系列 | 備考             |
| -------- | ------ | ------------------------- | ------------------ | -------- | ---------------- |
| 埼玉県   | テレ玉 | 2013年10月10日 - 12月12日 | 木曜 25:00 - 25:05 | 独立局   |                  |
| 日本全域 | AT-X   | 2014年7月4日 -            | 金曜 22:50 - 22:55 | CS放送   | リピート放送あり |

### 関連商品
DVD
ハピネットより発売。
| 発売日       | 収録話       | 規格品番  |
| ------------ | ------------ | --------- |
| 2014年1月7日 | 第1話-第10話 | BBBA-8850 |

| テレ玉 木曜深夜短編アニメ枠 | テレ玉 木曜深夜短編アニメ枠 | テレ玉 木曜深夜短編アニメ枠 |
| 前番組                      | 番組名                      | 次番組                      |
| --------------------------- | --------------------------- | --------------------------- |
| リコーダーとランドセル ミ☆  | 殺し屋さん                  | ストレンジ・プラス          |